# Табемысл (король ободритов)
Табемысл (Добемысл; вероятно, погиб в 862) — верховный князь славянского племени бодричей и всего Союза ободритов.
Согласно И. Хемницу, И. Хюбнеру и С. Бухгольцу, Табемысл ещё какое-то время после гибели своего отца Гостомысла в 844 году оказывал сопротивление Людовику II Немецкому, правившему в то время Восточно-Франкским королевством.
Относительно дальнейшей судьбы Табемысла у историков нет консенсуса: он или погиб в 862 году, или выжил и правил дальше. Наследников не оставил: после него правил его дальний родственник Мистевой I (до 865 или 869 года) и его потомки.